# Alexander Longolius

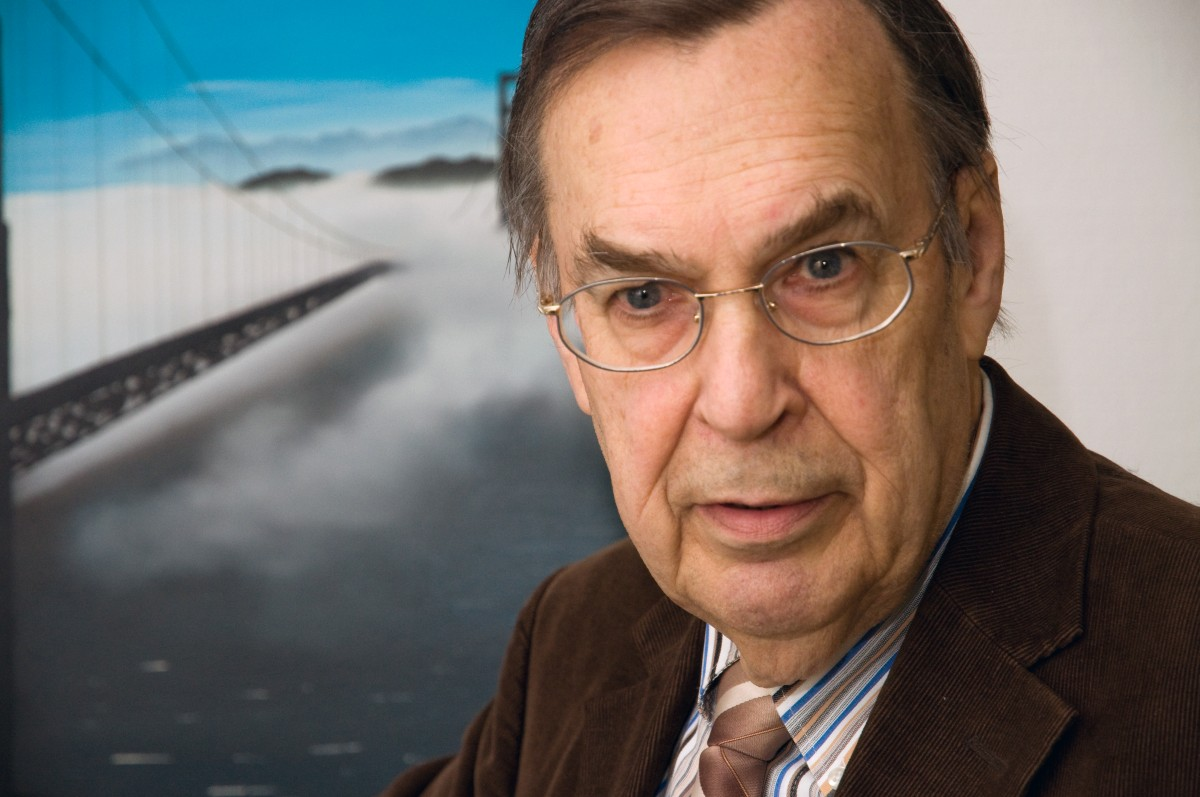
Alexander Longolius, 2010

Alexander Longolius (* 30. Dezember 1935 in Berlin; † 31. Januar 2016) war ein deutscher Politiker (SPD).

## Leben
Longolius war 1952/53 als Teilnehmer von AFS Interkulturelle Begegnungen als Austauschschüler in den USA und absolvierte 1954 sein Abitur in Berlin. Er studierte Politologie, Geschichte und Anglistik an der Deutschen Hochschule für Politik und an der Freien Universität Berlin. Er war von 1958 bis 1976 im Schuldienst tätig. Von 1967 bis 1970 hatte er die Leitung des Besucherdienst beim Bundeshaus Berlin inne. Von 1970 bis 1973 war er Direktor der Volkshochschule Berlin-Schöneberg und übernahm danach von 1973 bis 1988 die Referatsleitung für Politische Bildung beim Bevollmächtigten der Bundesregierung in Berlin (Abteilung Innerdeutsche Beziehungen). 1988 wurde er Geschäftsführer der „Initiative Berlin – USA e.V.“, eines von ihm gegründeten privaten Verein, der sich um die deutsch-amerikanischen Beziehungen bemühte.

## Politik
Alexander Longolius trat 1963 der SPD bei und engagierte sich im Bezirk Charlottenburg. Von 1973 bis 1981 war er Mitglied des Berliner Landesvorstandes. Bei der Berliner Wahl 1975 wurde er erstmals in das Abgeordnetenhaus von Berlin gewählt, dem er bis 1988 angehörte. Bei der Wahl 1990 kehrte er für eine Wahlperiode ins Abgeordnetenhaus zurück, schied jedoch 1995 endgültig aus dem Parlament aus. Während seiner Abgeordnetentätigkeit übte er verschiedene Funktionen aus. So war er 1981 kurzfristig Vorsitzender der SPD-Fraktion und anschließend bis 1985 Vizepräsident des Abgeordnetenhauses. Für die Abgeordnetenhauswahl 1985 brachte er sich als Herausforderer des amtierenden Regierenden Bürgermeisters Eberhard Diepgen ins Gespräch, unterlag jedoch parteiintern gegen Hans Apel.

## Wirken

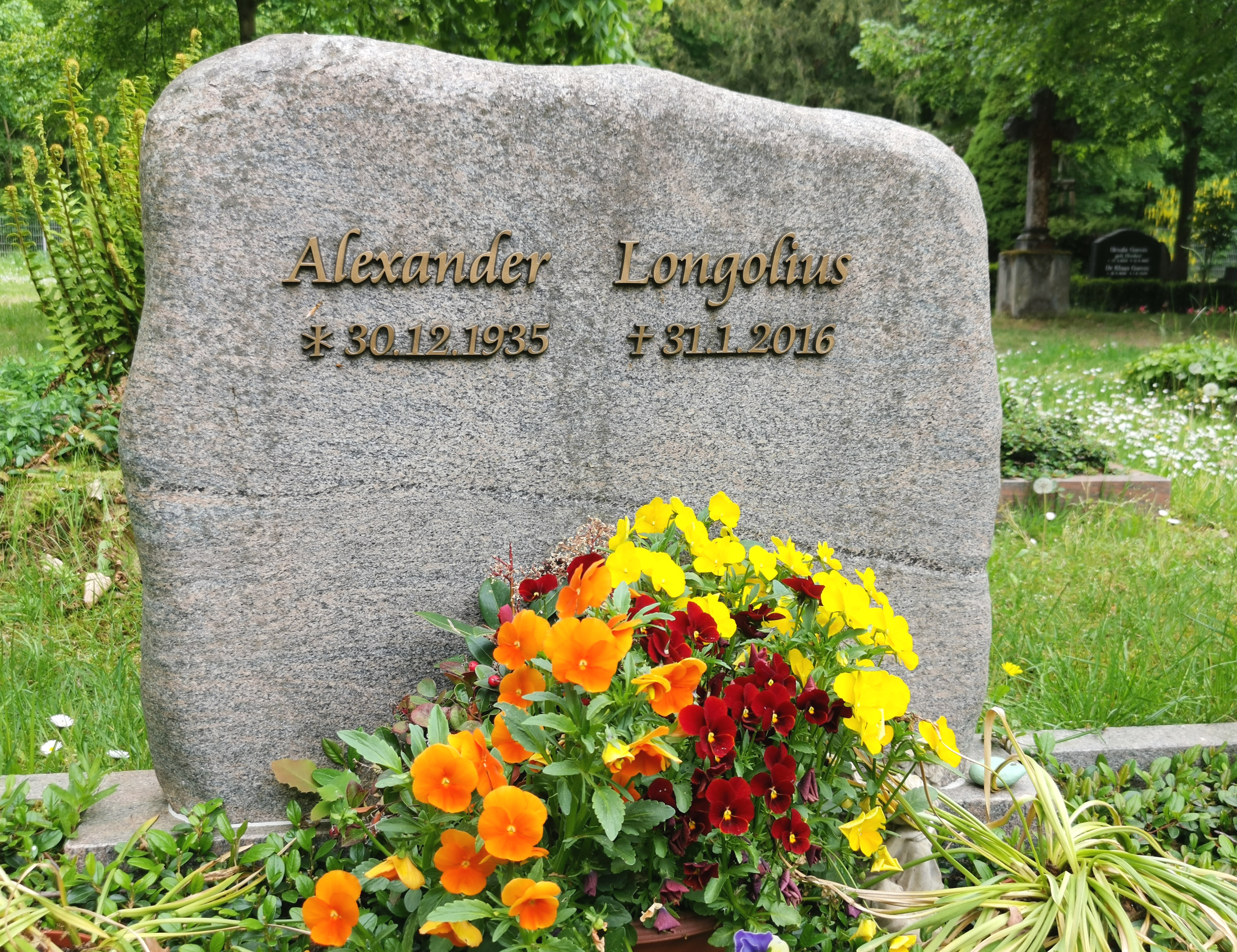
Grabstelle auf dem Friedhof Sacrow

1983 gründete Alexander Longolius zusammen mit weiteren Abgeordneten in San Francisco die Partnerschaft der Parlamente (PdP), welcher er zehn Jahre als Präsident vorstand. Die Partnerschaft der Parlamente ehrte ihn 2011 mit der Carl-Schurz-Plakette. Er war Mitbegründer und bis 2014 Vorstandsvorsitzender der Checkpoint Charlie Stiftung und der Initiative Berlin – USA e.V. mit der Brücke der Jugend. Er war langjähriges Mitglied der Europäischen Akademie Berlin und Mitglied des Bundeskuratoriums des Internationalen Bunds (IB).
Im Jahr 2005 erhielt Longolius das Verdienstkreuz am Bande des Verdienstordens der Bundesrepublik Deutschland.
Alexander Longolius wurde auf dem Friedhof Sacrow in Potsdam beerdigt (Block D).